# Juanichi El Manijero
Juan Fernández Carrasco, conocido artísticamente como «Juanichi el Manijero», (Jerez de la Frontera, 1879-siglo xx), fue un cantante y compositor de flamenco del siglo xix.

## Biografía
Nacido a Jerez de la Frontera. Padre de «Tío Parrilla», creó un cante por siguiriya de interpretación difícil. Se casó con Manuela Moreno Monge en 1902. Fue padre de Rafael, Manuel «el Tío Parrilla», Gregorio y Juanichi.